# Абуль-Хасан Гаффарі
 Абуль-Хасан Хан Гаффарі Кашані (1814—1866) — перський художник часів Каджарів. Мав прізвисько Сані-оль-Мольк, що з перської перекладається як «Блискуча досконалість».

## Життєпис
Походив з роду Гаффарі. Син Мірзи Мохаммада Гаффарі, перського художника. Народився у м. Кашан 1814 року. Початкову малярську освіту здобув у батька. У 1829 році Абуль-Хасана було спрямовано батьком для вивчення живопису до художника Мехр-Алі Ісфагані, який обіймав посаду наггаш-баші (першого шахського художника) Фатх-Алі шаха Каджара. Протягом декількох років вдосконалював свою майстерність під проводом Ісфагані. У 1830-х років отримує визнання.
У 1842 році під час правління шаха Мохаммада Каджара йому дозволяють писати портрет монарха, роблячи його, таким чином, придворним художником.
У 1846 році вирішує вирушити подорожувати до Італії для вивчення картин європейських майстрів, особливо художників епохи Відродження, і ознайомитися з їх манерою живопису. Він провів деякий час в Італії, відвідуючи музеї і академії Риму, Ватикану, Флоренції, Венеції, роблячи копії шедеврів італійських майстрів.
Після повернення 1850 року до Персії отримує посаду наггаш-баші. Водночас бере участь у створенні ілюстрацій до «Тисячі і однієї ночі», над якими протягом семи років працювали 42 мініатюристи. Цьому присвятив значну частину свого життя (до 1863 року). 1861 року отримав почесне звання Сані-оль-Мольк. Водночас стає викладачем у мистецькому закладі Дар уль-Фунун та головою відомства друку та офіційної шахської преси. відкриває власну школу малярства.
У 1864 році призначається о=інспектором усіх друкарень Персії. 1866 році призначається заступником міністра науки. Водночас опікувався видання 3 офіційних журналів. Втім помер того ж року від хвороби.

## Творчість
Портрет шаха Мухаммада, написаний 1842 року, вважається найбільш ранньої зі збережених робіт Сані-оль-Молька. У 1853—1860 роках був учасником роботи над мініатюрами «Тисячі та однієї ночі», яке містило 3600 мініатюр на 1134 сторінках. Ці мініатюри досить цікаві з художньої точки зору та для вивчення перського фольклору XIX ст. Створюючи ілюстрації до «Тисячі і однієї ночі», Сані-оль-Мольк зобразив перське життя в тому вигляді, в якому вона існувала на його час.
Він заклав основи мистецтва перської графіки, перші друковані ілюстрації, що з'явилися в газетах Персії, належали Сані-оль-Мольку. Серед його робіт є «Хоршид-ханом» («Пані-солнце»), «До дельдаде» («Два коханці»), «Пірезан ва машате» («Стара й цирюльник»), «Еззатолла-хан Шахсевен».

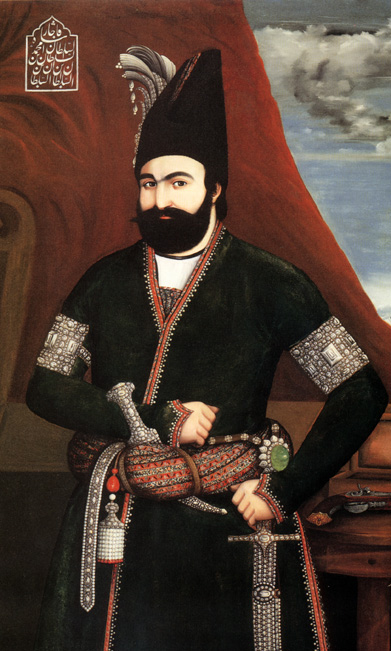
Портрет Моххамад Шах Каджара
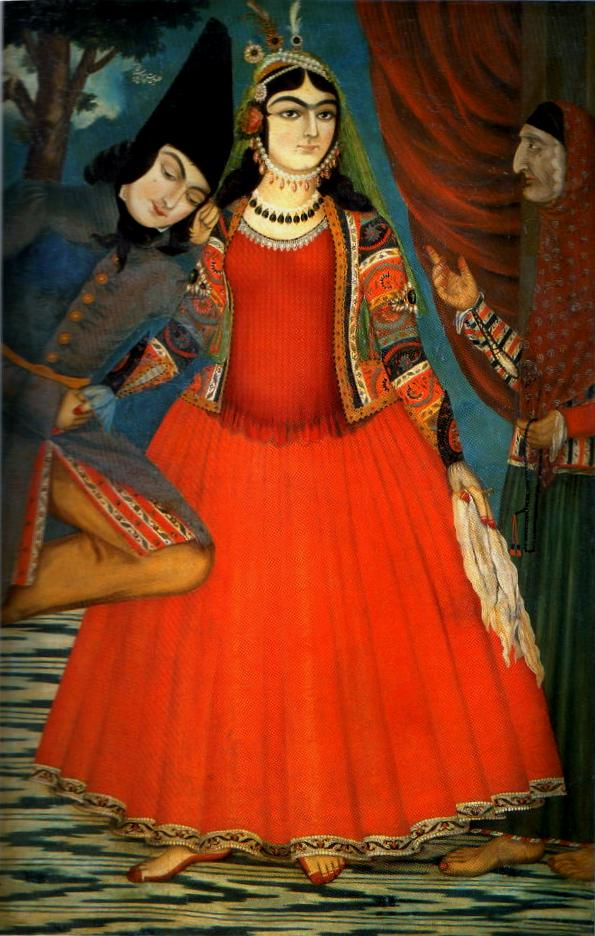
Два коханці
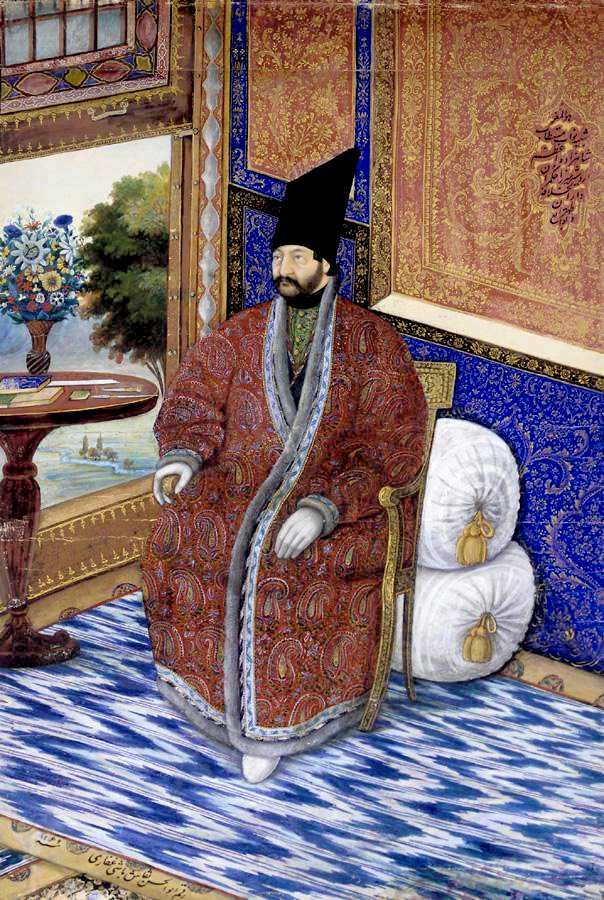
Портрет Ардашир-Мірзи
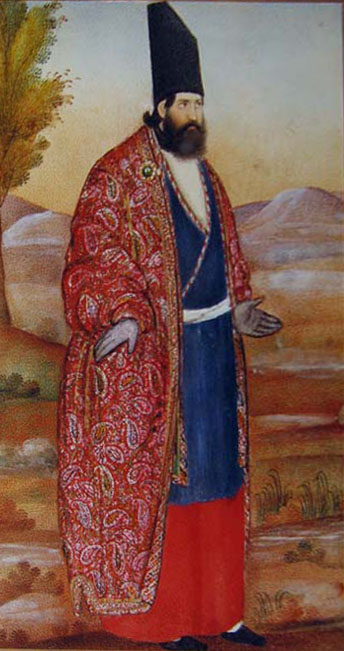
Амір-Кабір
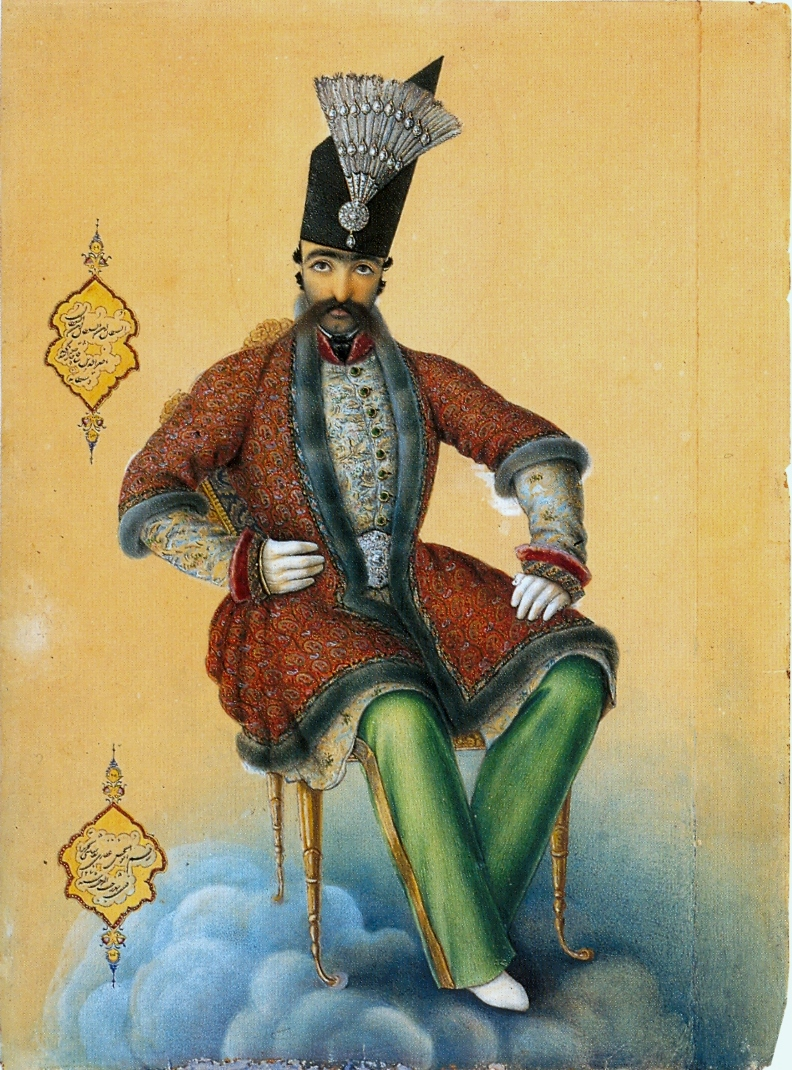
Насер ед-Дін Шах
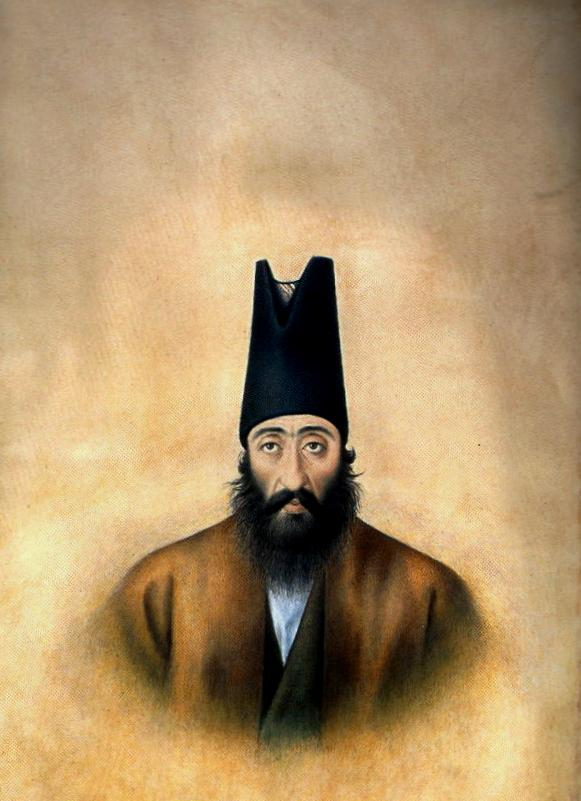
Портрет Мостофі-оль-Мамелька
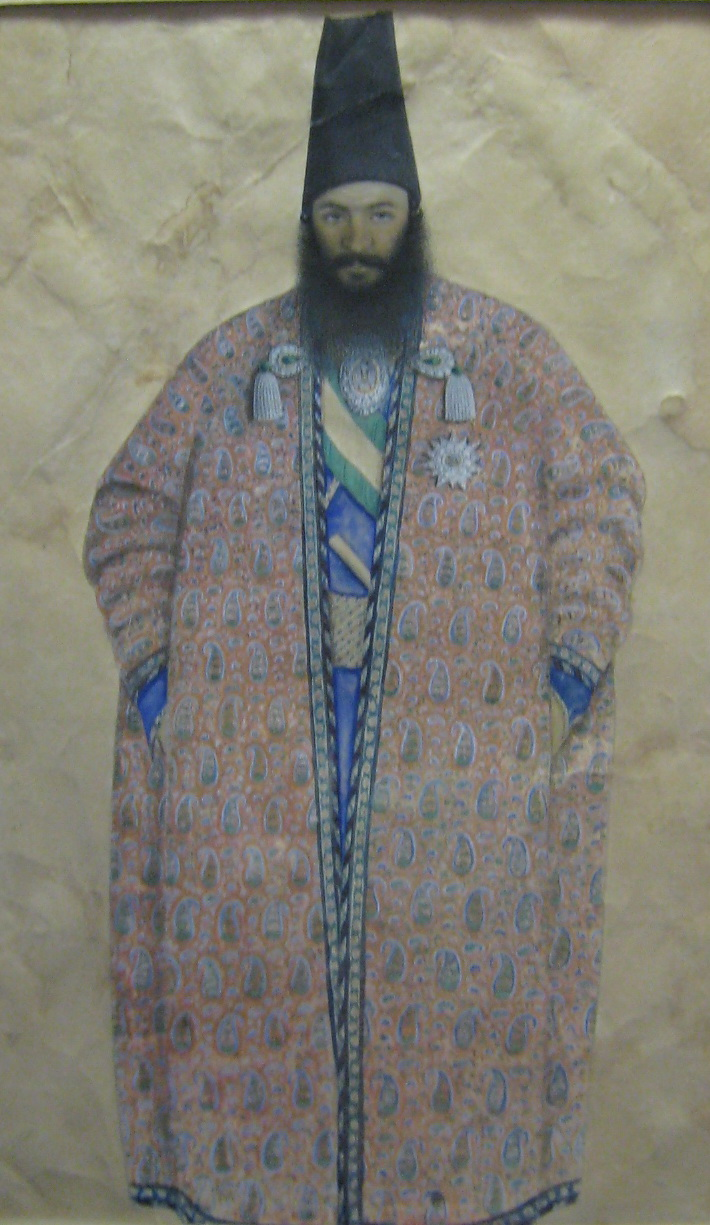
Портрет представника династії Каджарів

## Родина
- Асадулла Хан
- Сайфулла
- Яґ'я Хан